# Ledellina anteroplana
Ledellina anteroplana is een tweekleppigensoort uit de familie van de Nuculanidae. De wetenschappelijke naam van de soort is voor het eerst geldig gepubliceerd in 1984 door Filatova & Schileyko.